# Cruz da Silva
Cruz da Silva (ur. 18 sierpnia 1974) – brazylijska lekkoatletka specjalizująca się w biegach długich.
W 2009 została w Limie wicemistrzynią Ameryki Południowej w biegu na 10 000 metrów. Dwa sezony później dwukrotnie stawała na podium mistrzostw Ameryki Południowej (brązowe medale w biegach na 5000 i 10 000 metrów) oraz igrzysk panamerykańskich (srebrne medale w biegach na 5000 i 10 000 metrów). Odnosi sukcesy w biegach ulicznych. Wielokrotna złota medalistka mistrzostw Brazylii. 
Rekordy życiowe: bieg na 5000 metrów – 15:27,74 (11 maja 2011, Fortaleza); bieg na 10 000 metrów – 32:15,72 (27 czerwca 2012, São Paulo). 